# Pavel Ingorokva
Pavel Ingorokva (în georgiană პავლე ინგოროყვა; n. 1 noiembrie 1893, Poti, viceregatul Caucazului⁠(d), Imperiul Rus – d. 20 noiembrie 1983, Tbilisi, Republica Sovietică Socialistă Gruzină, URSS) a fost un istoric, filolog, și filantrop georgian.

## Biografie
Ingorokva a absolvit Universitatea de Stat din Sankt Petersburg în 1916.
În 1917 a contribuit la înființarea Uniunii Scriitorilor Georgieni. În același an, până în 1919, a fost membru al Consiliului Național al Georgiei.